# Madis Kallas
Madis Kallas (ur. 22 kwietnia 1981) – estoński polityk, samorządowiec i sportowiec, w latach 2022–2023 minister środowiska, od 2023 do 2024 minister spraw regionalnych.

## Życiorys
Trenował dziesięciobój i siedmiobój lekkoatletyczny. Startował m.in. na Letniej Uniwersjadzie w 2005 i na Mistrzostwach Europy w Lekkoatletyce w 2006, zdobywał mistrzostwo Estonii. Ukończył studia z wychowania fizycznego na Uniwersytecie Tallińskim (2004). Wszedł w skład zarządu estońskiego związku lekkoatletyki. Od 2010 związany z samorządem lokalnym. Był radnym prowincji Sarema (2010–2013), zastępcą burmistrza (2013–2015) i burmistrzem (2015–2017) miasta Kuressaare. W latach 2017–2020 i 2021–2022 kierował administracją gminy obejmującej powierzchnię wyspy Sarema. Między tymi okresami zarządzał projektem związanym z przeciwdziałaniem wirusowi COVID-19, prowadzonym przez fundusz ubezpieczeń zdrowotnych i resort spraw społecznych.
W lipcu 2022 z rekomendacji Partii Socjaldemokratycznej objął stanowisko ministra środowiska w drugim rządzie Kai Kallas.
W wyborach w 2023 uzyskał mandat posła do Zgromadzenia Państwowego. W kwietniu tegoż roku w trzecim rządzie dotychczasowej premier przeszedł na funkcję ministra spraw regionalnych. Urząd ten sprawował do kwietnia 2024.